# 복현동
복현동(伏賢洞)은 대구광역시 북구의 법정동이다. 행정동으로는 복현1동·복현2동으로 나뉜다. 문화유적으로는 검단동 토성이 있다. 대구분지의 북쪽을 흐르는 금호강의 하안구릉(河岸丘陵)에 자리잡고 있으며, 금호강을 사이에 두고 봉무토성과 마주보고 있다. 또 그 남쪽으로는 1km 미만의 거리에 복현동 고분군이 있었으나, 현재는 복현중학교와 아파트단지가 들어서 있다.
북구 산격동·검단동 및 동구 불로동·신암동과 마주보는 동으로, K-2 비행장에서 멀지 않은 지역이기 때문에 전투기 소음 피해가 있다. 또한 복현동의 중심축 도로인 동북로는 복현오거리와 복현네거리에서 교통정체가 잦은 편이다.
1975년에는 동의 일부 지역이 동구 신암동으로 넘어갔으며, 1997년 10월 10일에는 검단동의 일부 지역과 함께 복현2동의 일부 지역이 산격2동으로 편입되었다.

## 유래
복현이라는 동명(洞名)은 이 마을에 복현암이라는 너럭바위가 있었다는 데서 연유한 것이라고 한다. 또 다른 일설로는 1715년경 경주이씨 무실공(茂實公)이 장렬히 전사하여 일등공신으로 추앙되었는데, 이에 “엎드려 현모한다(謹而伏以賢慕)”는 뜻으로 복현이라고 불렀다고도 한다.

## 교육 기관
- 영진사이버대학교
- 영진전문대학교

## 아파트
| 단지명                         | 건설사            | 시행사                                | 주소                                          | 입주        | 비고                  |
| ------------------------------ | ----------------- | ------------------------------------- | --------------------------------------------- | ----------- | --------------------- |
| 복현 화성타운                  | 화성산업          | 화성산업                              | 북구 복현로 173                               | 1999년 11월 |                       |
| 복현 보성타운                  | ㈜보성            | ㈜보성                                | 북구 검단로 64                                | 1996년 7월  |                       |
| 복현 청구타운                  | ㈜청구            | ㈜청구                                | 북구 검단로 34                                | 1996년 6월  |                       |
| 복현 우방타운                  | ㈜우방            | ㈜우방                                | 북구 공항로 84                                | 1997년 7월  |                       |
| e편한세상 복현                 | 디엘건설㈜        | 81복현시영 주택재건축정비사업조합     | 북구 동북로 247                               | 2021년 11월 | 복현81시영 재건축     |
| 복현 아이파크                  | 현대산업개발      | 82·83복현시영 재건축정비사업조합      | 북구 동북로 241                               | 2021년 3월  | 복현8283시영 재건축   |
| 복현 대백맨션                  | 대백건설㈜        | 대백건설㈜                            | 북구 복현로 137                               | 1996년 7월  |                       |
| 복현1차 서한타운               | ㈜서한            | ㈜서한                                | 북구 검단로 50                                | 1996년 8월  |                       |
| 복현2차 서한타운               | ㈜서한            | ㈜서한                                | 북구 공항로15길 8                             | 1998년 4월  |                       |
| 복현3차 서한이다음             | ㈜서한            | 84복현시영 주택재건축정비사업조합     | 북구 복현로 130                               | 2016년 2월  | 복현84시영 재건축     |
| 복현 푸르지오                  | 대우건설          | 복현주공 1단지 주택재건축정비사업조합 | 북구 동북로 345                               | 2013년 12월 | 복현주공 1단지 재건축 |
| 복현자이                       | 지에스건설㈜      | 복현주공 2단지 주택재건축정비사업조합 | 북구 공항로 16                                | 2020년 8월  | 복현주공 2단지 재건축 |
| 복현 태왕아너스                | ㈜태왕            | 복현주공 3단지 재건축조합             | 북구 복현로 105                               | 2006년 3월  | 복현주공 3단지 재건축 |
| 복현 명문세가 블루밍브라운스톤 | 벽산건설 이수건설 | 복현주공 4단지 재건축조합             | 북구 복현로 71 (1단지) 북구 복현로 50 (2단지) | 2011년 4월  | 복현주공 4단지 재건축 |